# چرخه تندآهنگ

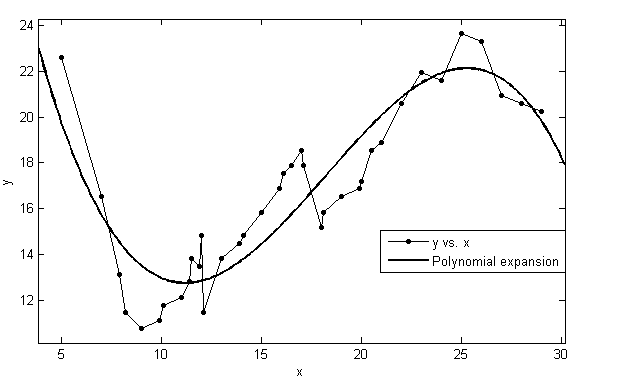
چرخه شبانه‌روزی لپتین، با سه وعده غذایی تداخل دارد. می‌توان دید که لپتین در طول روز بالا می‌رود، سپس پیش از شروع دوباره چرخه، کاهش می‌یابد. خط یک منحنی برازش داده‌شده با داده‌های تجربی است که از بسط چندجمله‌ای استفاده می‌کند تا رفتار تناوبی داده‌ها را نشان دهد.

در کرونوبیولوژی، چرخه تندآهنگ یا چرخه پرنوسان (به انگلیسی: Ultradian rhythm)، یک دوره یا چرخه پرتکرار است که در طول یک روز ۲۴ ساعته تکرار می‌شود. در مقابل، چرخه‌های شبانه‌روزی یک چرخه را کامل می‌کنند، در حالی که چرخه کندآهنگ مانند چرخه قاعدگی انسان، دوره‌هایی بیش از یک روز دارند. تعریف فرهنگ لغت انگلیسی آکسفورد از Ultradian مشخص می‌کند که به چرخه‌هایی با دوره کوتاه‌تر از یک روز اما بیشتر از یک ساعت اشاره دارد.
اصطلاح توصیفی ultradian در تحقیقات خواب با اشاره به چرخه ۹۰–۱۲۰ دقیقه‌ای مراحل خواب در طول خواب انسان استفاده می‌شود.
یک چرخه نیمه‌شبانه‌روزی در دمای بدن و کارکرد شناختی وجود دارد که از نظر فنی فوق‌العاده است. با این حال، به نظر می‌رسد که این نخستین هارمونی از چرخه شبانه‌روزی هر یک باشد و نه یک چرخه درون‌زا با مولد آهنگ خاص خود.
دیگر چرخه‌های تندآهنگ عبارتند از: گردش خون، پلک زدن، نبض، ترشح هورمونی مانند هورمون رشد تپش قلب، تنظیم دمای بدن، دفع ادرار، فعالیت روده، گشادی سوراخ بینی، اشتها و برانگیختگی. چرخه‌های تندآهنگ اشتها به آزادسازی آنتی‌فازی نوروپپتید Y (NPY) و هورمون آزادکننده کورتیکوتروپین (CRH) نیاز دارند که سبب تحریک و مهار چرخه‌های تندآهنگ اشتها می‌شود. اخیراً، چرخه‌های تندآهنگ برانگیختگی که تقریباً ۴ ساعت طول می‌کشد، به سیستم دوپامینرژیک در پستانداران نسبت داده شده‌است. هنگامی که سیستم دوپامینرژیک یا با استفاده از داروها یا به دلیل ناهنجاری ژنتیکی گسسته می‌شود، این چرخه‌های ۴ ساعته می‌توانند به‌طور قابل توجهی در محدوده چرخه‌های کندآهنگ (بیش از ۲۴ ساعت) طولانی شوند، و گاهی حتی برای روزها (> ۱۱۰ ساعت) زمانی که متامفتامین‌ها ارائه می‌شود، طول می‌کشد.
حالت‌های خلقی تندآهنگ در اختلال دوقطبی بسیار سریع‌تر از چرخه سریع گردش می‌کنند. دومی به عنوان چهار یا بیشتر اپیزود خلقی در یک سال تعریف می‌شود که گاهی در عرض چند هفته رخ می‌دهد. چرخه خلقی تندآهنگ با چرخه‌های کوتاه‌تر از ۲۴ ساعت مشخص می‌شود.